# Homecare-Unternehmen
In Deutschland sind Homecare-Unternehmen Vertriebsorganisationen, die nach ärztlicher Verordnung unter anderem Medizinprodukte wie Hilfs- und Verbandmittel, Zubehör für künstliche Ernährung oder Atemtherapie im häuslichen Bereich zur Verfügung stellen; gemäß dem Grundsatz ambulant vor stationär und den gesetzlichen Vorgaben nach § 31 und § 33 SGB V. Unternehmen, die von der gesetzlichen Krankenversicherung als Vertragspartner zugelassen sind, gelten als Leistungserbringer im Sinne des Sozialgesetzbuches und rechnen direkt mit der jeweiligen Krankenkasse ab.

Die Versorgung durch solche Unternehmen erfolgt nach den gesetzlichen Vorgaben des § 126 SGB V mit geschultem Fachpersonal, das über bestimmte Ausbildungsqualifikationen und medizinische Kenntnisse verfügt. Sie besteht aus produktspezifischen Dienstleistungen und ist daher nicht zu verwechseln mit den Tätigkeiten, die durch ambulante Pflegedienste ausgeführt werden. Die Produktversorgung und die dazugehörigen Dienstleistungen wie Beratung und Anleitung bilden ein nicht entbündelungsfähiges Kombinationsprodukt. Im Einzelfall entstehende Begleitkosten wie Zuzahlungen, Eigenanteile und Produkte, die nicht von der Krankenkasse erstattet werden, müssen auf eigene Rechnung beglichen werden.
Bei Homecare-Unternehmen handelt es sich nicht um Anbieter häuslicher Krankenpflege nach § 37 SGB V und nicht um Leistungserbringer der Pflegeversicherung im Sinne des SGB XI.

## Finanzierung
Homecare-Unternehmen finanzieren sich über den Produktevertrieb. Verschiedene Anbieter haben Selektivverträge mit Krankenversicherungen geschlossen und beliefern die Versicherten mit bestimmten Produkten. Dafür erhält das Unternehmen von der jeweiligen Kasse die vertraglich geregelte Vergütung. Werden Produkte bei einem Anbieter erworben, der nicht Vertragspartner der Kasse ist, ist sie nicht zur Kostenübernahme verpflichtet.

### Rechtlicher Rahmen
Der Anspruch des Versicherten gegenüber seiner Krankenkasse zur Versorgung mit Hilfsmitteln, Verbandmitteln und enteraler Ernährung ist in § 31 und § 33 SGB V geregelt. Diese Gesetze umfassen nicht nur den unter bestimmten Bedingungen bestehenden Anspruch auf die eigentlichen Produkte, sondern auch auf die notwendige Instandsetzung und Ersatzbeschaffung, auf die Ausbildung im Gebrauch der Produkte, die Wartung und die technischen Kontrollen. § 139 SGB V definiert zudem Anforderungen an die Qualität der Versorgung und der Produkte. Seit Inkrafttreten des GKV-Wettbewerbsstärkungsgesetzes (GKV-WSG, 2007) muss das Unternehmen als Leistungserbringer über eine Versorgungsberechtigung nach § 127 SGB V (Vertrag) mit der jeweiligen Krankenkasse verfügen.
Prämisse für die aufgezählten Versorgungsmaßnahmen des Versicherten ist, dass der Leistungserbringer nach § 126 SGB V die Voraussetzungen für eine ausreichende, zweckmäßige und funktionsgerechte Herstellung, Abgabe und Anpassung der Hilfsmittel erfüllt und nachweist. Dies kann nach GKV-OrgWG (Gesetz zur Weiterentwicklung der Organisationsstrukturen, 2009) durch die Präqualifizierung des Leistungserbringers erfolgen, also den zertifizierten Nachweis über die Befähigung nach technischen und persönlichen Eignungskriterien zur fachkundigen, leistungsfähigen und zuverlässigen Versorgung. Dieser Eignungsnachweis geschieht im Rahmen eines Präqualifizierungsverfahrens durch sogenannte Präqualifizierungsstellen.
Unter Befolgung obengenannter Kriterien erfüllt der Leistungserbringer – als Vertragspartner der Kasse – die Voraussetzungen für die Versorgung des Versicherten. Der Versicherte wiederum kann zwischen den Vertragspartnern seiner Krankenkasse frei wählen.

## Typische Homecare-Versorgungsbereiche
Homecare-Unternehmen liefern insbesondere für folgende Bereiche die benötigten Hilfsmittel und Materialien:
- Enterale und parenterale Ernährung (Künstliche Ernährung)
- Infusionstherapien
- Stoma- und Inkontinenzversorgung
- Wundbehandlung
- Dekubitusprophylaxe
- Tracheostoma- und Laryngektomie-Versorgung
- Sauerstofflangzeittherapie
- Heimbeatmung
- Kompressionstherapie
- Rehabilitations-Hilfsmittel, die die unter anderem die Mobilität des Patienten unterstützen

## Tätigkeiten von Homecare-Unternehmen
Mitarbeiter von Homecare-Unternehmen arbeiten mit Ärzten, Angehörigen, ambulanten Pflegediensten oder stationären Pflegeeinrichtungen zusammen. Sie begleiten Patienten in Verbindung mit einer ärztlich verordneten Therapie nach der Krankenhausentlassung im häuslichen Bereich und beraten bei der Auswahl und Anwendung der individuell passenden Produkte. Werden bestimmte medizintechnische Geräte eingesetzt, für die eine Einweisung gesetzlich vorgeschrieben ist, muss dies durch einen entsprechend qualifizierten Mitarbeiter vorgenommen werden.
Bestimmte Therapieverfahren, die im Krankenhaus begonnen wurden, müssen im häuslichen Bereich weitergeführt werden. Um dies zu gewährleisten, schaltet das Krankenhaus vor der Entlassung ein entsprechendes Homecare-Unternehmen ein. Mitarbeiter des Unternehmens setzen sich mit dem Hausarzt in Verbindung, organisieren die nötigen Hilfsmittel und Materialien und liefern diese zum Patienten nach Hause oder in seine Pflegeeinrichtung. In Absprache mit dem Arzt, Patienten, Angehörigen und Pflegepersonal werden Therapiemaßnahmen koordiniert. Der Patient wird in die Handhabung der verwendeten Produkte und damit zur Selbsthilfe angeleitet. Das ermöglicht ihm, mit seiner veränderten Situation den Alltag so bald wie möglich wieder zu bewältigen. Ist er selbst dazu nicht in der Lage, werden die Angehörigen oder Pflegekräfte geschult. Durch regelmäßige Betreuung unterstützen Homecare-Unternehmen die Prävention von weiteren Erkrankungen bei chronisch Kranken und reduzieren Arzt- und Krankenhausbehandlungen.
Homecare-Leistungserbringer sind für produktbezogene Notfallsituationen in ständiger Rufbereitschaft.